# Wendy O. Williams
Wendy Orlean Williams, detta Wendy O. (Rochester, 28 maggio 1949 – Storrs, 6 aprile 1998), è stata una cantante statunitense voce del gruppo punk rock Plasmatics e solista heavy metal.

## Biografia
Wendy O. Williams nasce a Rochester (New York) il 28 maggio del 1949. Fin da piccola comincia a lavorare nel mondo dello spettacolo, prima come ballerina e successivamente come spogliarellista, sempre nella sua città natale. In questo periodo viene notata da un agente, il quale è deciso a formare una punk rock band: i Plasmatics.
Il gruppo si differenzia subito dalle altre band, in particolare per le imprese di Wendy durante i concerti: di solito la cantante appariva poco vestita e simulava atti sessuali sul palcoscenico, imprese queste che le costeranno alcuni arresti e scontri con la polizia. Nel frattempo, Wendy comincia a collaborare con altri artisti del mondo del rock, come Lemmy Kilmister dei Motörhead, con il quale registrò nel 1982 l'EP Wendy & Lemmy, contenente il famoso pezzo di Tammy Wynette, Stand By Your Man.
Nello stesso anno, si conclude anche la sua carriera con i Plasmatics, precisamente con il loro capolavoro: Coup d'État. In seguito a questo, Wendy debutta come artista solista, pubblicando nel 1984 l'album WOW, prodotto da Gene Simmons dei Kiss. Nel 1985 ha una nomination ai Grammy Awards per la categoria Best Female Rock Vocal.
Nel 1987 riforma i Plasmatics con una formazione tutta nuova, con i quali pubblica il concept album Maggots: The Record, dopo il quale la band si scioglierà definitivamente. Dopo la pubblicazione di un altro album, Wendy si ritira dalle scene musicali nel 1991, preferendo occuparsi di altro.

### Morte
La Williams tentò il primo suicidio nel 1993 trafiggendosi lo sterno con un coltello. Tuttavia chiamò Rod Swenson, suo compagno, per portarla in ospedale. Tentò nuovamente il suicidio nel 1997 con un'overdose di efedrina.
Muore suicida il 6 aprile del 1998 con un colpo di arma da fuoco, all'età di soli 48 anni. Rod Swenson, suo compagno per più di 20 anni, tornato alla casa in cui vivevano da quando si erano trasferiti nel Connecticut da New York, trovò un pacchetto che lei gli aveva lasciato, contenente degli spaghetti, un sacchetto di semi per coltivare verdure da giardino, un balsamo per massaggi orientali e delle lettere sigillate.
Le lettere suicide, che includevano un "testamento biologico", una lettera d'amore a Swenson e vari elenchi di cose da fare, indussero Swenson a cercarla nel bosco. Dopo circa un'ora, al crepuscolo, trovò il suo corpo con accanto una pistola. Dopo la sua tragica morte, vengono pubblicati altri tre album dei Plasmatics, tra cui due raccolte e un DVD nel 2007.

## Omaggi
- Nel 1998, nel live dei Motörhead Everything Louder Than Everyone Else, l'amico di sempre Lemmy le dedica ufficialmente la canzone No Class.

## Discografia

### Solista

#### Album studio
- 1984 – WOW
- 1986 – Kommander of Kaos
- 1988 – Deffest and Baddest
- 1988 – Fuck You!!! And Loving It: A Retrospective

#### Singoli / EP
- 1982 – Wendy & Lemmy - Stand by Your Man
- 1984 – It's My Life / Priestess
- 1985 – Fuck 'N' Roll

### Con i Plasmatics

#### Album in studio
- 1980 – New Hope for the Wretched
- 1981 – Beyond the Valley of 1984
- 1982 – Coup d'État
- 1987 – Maggots: The Record
- 2000 – Coup de Grace

#### Raccolte
- 2002 – Put Your Love in Me: Love Songs for the Apocalypse
- 2002 – Final Days: Anthems for the Apocalypse

#### EP
- 1979 – Meet the Plasmatics
- 1980 – Butcher Baby
- 1981 – Metal Priestess

#### Singoli
- 1978 – Butcher Baby / Fast Food Service (Live) / Concrete Shoes (Live)
- 1979 – Dream Lover / Corruption / Want You Baby
- 1980 – Butcher Baby / Tight Black Pants (Live)
- 1980 – Monkey Suit / Squirm (Live)

## Videografia
VHS
- 1985 – Live! Terror Unleashed

DVD
- 2006 – Bump 'n' Grind
- 2007 – 10 Years of Revolutionary Rock and Roll

## Filmografia

### Cinema
- Candy la super viziosa (Candy Goes to Hollywood), regia di Gail Palmer (1979)[1]
- Scuola di buone maniere (Reform School Girls), regia di Tom DeSimone (1986)

### Televisione
- MacGyver – serie TV, episodio 6x07 (1990)